# Orio al Serio
Orio al Serio – miejscowość i gmina we Włoszech, w regionie Lombardia, w prowincji Bergamo.
Według danych na styczeń 2009 gminę zamieszkiwały 1684 osoby przy gęstości zaludnienia 555,8 os./1 km².